# Johan Hallström
Johan Nils Hallström, född 4 mars 1976 i Oscars församling, Stockholm, är en svensk skådespelare. 

## Biografi
Johan Hallström är son till filmregissören Lasse Hallström och TV-producenten Malou Hallström. Han är utbildad på Teaterhögskolan i Stockholm, där han tog examen 2006. Hallström filmdebuterade 2000 i kortfilmen Ensam, tvåsam, tveksam. Han har därefter bland annat medverkat i Beckfilmerna Den svaga länken och Det tysta skriket (båda 2007) och TV-serien Morden i Sandhamn (2012–2013).

## Filmografi
- 2000 – Ensam, tvåsam, tveksam – kille på tunnelbanan
- 2003 – Avstigning för samtliga – polisen Fredrik
- 2004 – Glömskans brev – ung Gösta Persson
- 2004 – Inga tårar – Ragnar
- 2006 – Du & jag – Niklas
- 2006 – Ville och Vilda Kanin ... mer vild än tam – Ville
- 2007 – Beck – Den svaga länken – tekniker
- 2007 – Beck – Det tysta skriket – tekniker
- 2007 – Darling – försäljare
- 2007 – Tali-Ihantala – Slaget om Finland – Thorbjörnsson
- 2008 – En låda full av minnen – fågelmannen
- 2009 – I taket lyser stjärnorna – Pär
- 2009 – Oskyldigt dömd (TV-serie) – Fredrik Berg
- 2009 – Tomtar och troll – Junior
- 2011 – En gång i Phuket – Magnus
- 2011 – 30 Grader i februari
- 2011 – Medan allt annat händer – man med hund
- 2012 – Hypnotisören – Erland
- 2012–2013 – Morden i Sandhamn (TV-serie) – Lennart
- 2013 – Wallander – Saknaden – Max
- 2013 – Mig äger ingen – doktorand
- 2014 – Tillbaka till Bromma – Jens Segelberg
- 2015 – Tsatsiki, farsan och olivkriget – Göran
- 2017 – Hassel (TV-serie) – Fredrik Nilsson

## Teater

### Roller (ej komplett)
| År   | Roll | Produktion                          | Regi                           | Teater            |
| ---- | ---- | ----------------------------------- | ------------------------------ | ----------------- |
| 2007 |      | Demonernas port Akutagawa Ryunosuke | Bogdan Szyber och Carina Reich | Malmö stadsteater |